# When Love Met Destruction
When Love Met Destruction es el segundo EP de la banda de metalcore Motionless In White, fue publicado el 17 de febrero de 2009 a través de Tragic Hero. Es el primer trabajo de estudio con el guitarrista Ryan Sitkowski (aunque en la versión de álbum quien tocó la guitarra fue Mike Costanza) y el último con el bajista Frank Polumbo.

## Grabación
When Love Met Destruction se grabó en la ciudad natal del grupo después de un año de lanzar su EP debut The Whorror. Aunque When Love Met Destruction es un EP como su lanzamiento a través de Tragic Hero, inicialmente fue un álbum de larga duración que se lanzó a través de Masquerade Recordings, donde se grabó en 2008 con valores de producción limitados. La banda vendería el álbum en el 2008 Vans Warped Tour. Solo hay 1000 copias del álbum de 11 canciones de larga duración. Después de llamar la atención de la disquera más grande, Tragic Hero Records, Motionless In White, tomó la decisión de volver a grabar seis de las once canciones del álbum, que luego sería la versión EP de  When Love Met Destruction  y la forma que el álbum es más ampliamente conocido.
La canción "Ghost In The Mirror" fue lanzada junto con un video musical, una versión "sin censura" del video que apareció en Internet, el video contiene a un hombre en el hospital con una enfermera cubierta de sangre con clips encontrados en la "censurado" versión; si la banda tuvo alguna participación con el video musical sin censura es desconocida.
Algunas canciones de la versión del álbum original de  When Love Met Destruction  fueron rehechas en nuevas canciones. Tales como cómo "Bananamontana" fue rehecho en la canción "City Lights" y el coro de "When Love Met Destruction" fue rehecho y presentado como el coro de su canción "Creatures". ambas "City Lights" y "Creatures" aparecieron en el álbum de larga duración de la banda en 2010, Creatures".

## Listado de canciones
| Original CD |                                               |          |  |
| N.º         | Título                                        | Duración |  |
| 1.          | «To Keep from Getting Burned»                 | 3:30     |  |
| 2.          | «Ghost in the Mirror»                         | 3:37     |  |
| 3.          | «Whatever You Do...Don't Push the Red Button» | 3:35     |  |
| 4.          | «Destroying Everything»                       | 5:02     |  |
| 5.          | «Billy in 4-C Never Saw It Coming»            | 4:03     |  |
| 6.          | «The Seventh Circle»                          | 3:32     |  |

Versión Álbum:
| Limited edition |                                               |          |  |
| N.º             | Título                                        | Duración |  |
| 1.              | «When Love Met Destruction»                   | 2:15     |  |
| 2.              | «To Keep from Getting Burned»                 | 3:30     |  |
| 3.              | «Ghost in the Mirror»                         | 3:37     |  |
| 4.              | «Destroying Everything»                       | 5:02     |  |
| 5.              | «Whatever You Do...Don't Push the Red Button» | 3:35     |  |
| 6.              | «She Never Made It To The Emergency Room»     | 3:32     |  |
| 7.              | «Billy in 4-C Never Saw It Coming»            | 4:03     |  |
| 8.              | «We Only Come Out at Night»                   | 2:49     |  |
| 9.              | «Bananamontana»                               | 3:05     |  |
| 10.             | «The Seventh Circle»                          | 3:35     |  |
| 11.             | «Apocolips»                                   | 3:58     |  |

## Personal
Motionless In White
- Chris "Motionless" Cerulli - voz, guitarra adicional
- Ryan Sitkowski - guitarra líder
- Thomas "TJ" Bell - guitarra rítmica, segunda voz
- Frank Polumbo - bajo, coros
- Angelo Parente - batería, percusión
- Joshua Balz - teclados, sintetizadores, programación, coros

Músicos adicionales
- Mike Costanza - guitarra líder (versión álbum)

Personal adicional
- Brian J. Anthony y Dave Yukon - ingeniería de audio
- Tony Lee Bonomo - fotografía

## Dato curioso
La canción "Ghost in the Mirror" tiene referencias a la película de fantasía oscura musical animada de movimiento estadounidense, Corpse Bride.